# Sd.Kfz. 6
Az Sd.Kfz. 6 (Sonderkraftfahrzeug 6) egy féllánctalpas katonai jármű volt, melyet a német Wehrmacht használt a második világháború alatt. A 10,5 cm-es leFH 18 tarack fő vontatójárművének tervezték. Azonban túl drágának bizonyult és 1941-ben kiszorították más gazdaságosabb féllánctalpas járművek. Az Sd.Kfz. 6-ost a német hadsereg a háború végéig üzemeltette.

## Fejlesztés
Az 1930-as években a németek megkezdték haderejük újrafelfegyverzését és modernizálását. A modernizálás részeként igyekeztek a gépesítettséget növelni a szárazföldi haderő minden fegyverneménél.
A javaslat, miszerint az új német haderő tüzérségének mobilitását féllánctalpas vonatókkal kell növelni, 1932-ben született. Eredetileg három típust terveztek hadrendbe állítani: öt, nyolc és tizenkét tonnás vontatókapacitással (Sd.Kfz. 6, Sd.Kfz. 7, Sd.Kfz. 8), de a háború végén hét különböző kategóriájú féllánctalpas vontató szolgált a Wehrmacht alakulatainál.
Az 1932-es fejlesztési terveknek megfelelően látott hozzá a Büssing-NAG vállalat egy 6 tonnás vonóerővel rendelkező jármű kifejlesztéséhez. A típus első példánya 1934-ben készült el BN L5 gyári jelöléssel. A jármű fő feladatának a műszaki alakulatok felszerelésének és katonáinak szállítását szánták. Különféle hídelemek szállítása mellett a sofőrön kívül 12 főnyi műszaki személyzetet vihetett magával. A Wehrmacht alakulatainál a vontató M 5-Tonnen Zgkw Typ BN L7, SdKfz 6 néven állt csapatszolgálatba.
A jármű tüzérségi vontató változata Zugkraftwagen 5t mit Artillerie-Aufbau (Sd.Kfz. 6/1) jelölést kapta. Ez lényegében a felépítményében különbözött a műszaki-utász változattól: a leghátsó üléssor helyén lőszertárolót alakítottak ki a vontatandó löveg lőszerkészletének. A járművet többnyire a 10,5 cm le. F.H. 18 könnyű tarackok, 7,5 cm-es tábori lövegek (7,5 cm F.K. 18, 7,5 cm FK 38 és 7,5 cm FK 7M 85)valamint a 8,8 cm-es légvédelmi lövegek (8,8 cm Flak 18/36/37 és 8,8 cm Flak 41) vontatására használták. Az 5 tonnás vontató (fegyvertelen) példányaiból még 757 állt szolgálatban a német fegyveres erőknél 1945. március 1-jén.
Mivel a német haderő légvédelmi fegyvernemének (Flakwaffe) mozgékonysága meglehetősen gyenge volt, így komoly igény jelentkezett önjáró légvédelmi lövegek kifejlesztésére. Az első ilyen járművek alapjául szintén az Sd.Kfz. 6-os vontató szolgált. A féllánctalpast egy 3,7 centiméteres FlaK 36/37 típusú löveggel fegyverezték fel, melyek percenkénti tűzgyorsasága 80-120 lövés, hatásos lőtávolsága vízszintesen 6500, függőlegesen 4800 méter volt. A jármű a lőszerkészletének nagy részét egy hozzácsatolt utánfutón vitte magával. 1941 és 1943 között 339 darab készült belőle.
Valamennyi Sd.Kfz. 6/2-es a Luftwaffe állományába került; ennek is tudható be, hogy 1945-ben még valamennyi legyártott példány szolgálatban állt - a fronttól távol nem igazán érhette őket veszteség.
1941 folyamán a Wehrmacht egységei nagy mennyiségű 76,2 milliméteres L/51 csőhosszúságú 1936 mintájú F–22 tábori ágyút zsákmányoltak a Vörös Hadsereg visszavonuló illetve katlanba zárt alakulataitól. Mivel akkortájt ez volt az egyetlen fegyver, amely képes volt áttörni a szovjet harckocsik páncélzatát viszonylag biztonságos távolságból, ezért a németek PaK 36(r) néven rendszerbe is állították volt „gazdáikkal” szemben. A lövegek csöveit azonban újra kellett huzagolni, hogy azokból a német gyártású 7,5 centiméteres páncéltörő gránátokat is ki lehessen lőni.
A Wehrmacht igyekezett minél több és minél mozgékonyabb páncélvadászra szert tenni, így számos ideiglenes megoldásnak szánt eszköz jött létre. Az orosz löveg hordozására - többek között - az Sd.Kfz. 6-ost választották ki. A PaK 36(r) köré 10 milliméteres páncéllemezekből doboz-szerű felépítményt helyeztek, hogy megvédjék a személyzetet az ellenség tüzétől. A jármű 7,62 cm Pak 36(r) auf 5t Zugkraftwagen „Diana” néven állt rendszerbe.
Az Sd.Kfz. 6-os meglehetősen drága jármű volt: előállítási költsége elérte a 30 000 birodalmi márkát, míg az ugyanazt a feladatkört ellátó Sd.Kfz. 11-es csupán 22000 márkába került, ezért gyártásával 1943-ban felhagytak. Feladatkörét a könnyebb és olcsóbb Sd.Kfz. 3-as típus, valamint az új nehézvontató, az s.WS. vette át.

## Harctéren
Az Sd.Kfz. 6-os jól beváltotta a hozzá fűzött reményeket: számos példánya egészen a háború végéig szolgálta a Wehrmacht utász és tüzér alakulatait.
A légvédelmi változat valamennyi példánya a Luftwaffe állományába került. Fő feladatuk a repterek és az egyéb kulcsfontosságú létesítmények védelme volt.
A „Diana” páncélvadászokat egytől egyig a Panzerjäger Abteilung 605 kötelékébe helyezték és Észak-Afrikába vezényelték őket, ahonnét szinte egy sem tért vissza.

## Változatok

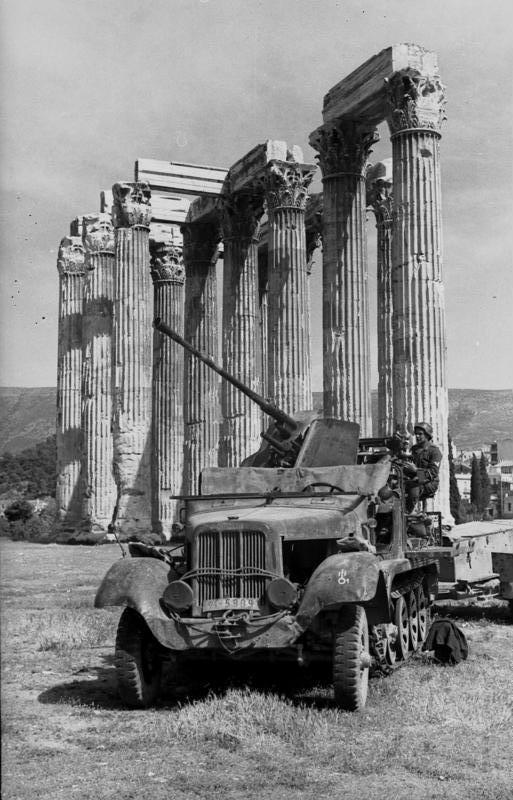
Sd.Kfz. 6 37 mm-es légvédelmi löveggel

- Sd.Kfz. 6 - Féllánctalpas alapmodell, különféle tüzérségi lövegek vontatására és tizenöt főnyi gyalogság szállítására használták
- Sd.Kfz. 6 Zugkraftwagen 5 t mit Pionier-Aufbau - utász alakulatok számára optimalizált jármű
- Sd.Kfz. 6/1 Zugkraftwagen 5t mit Artillerie-Aufbau - tüzér alakulatok számára optimalizált jármű
- Sd.Kfz. 6/2 3,7 cm FlaK 36 auf Fahrgestell Zugkraftwagen 5t - 3,7 cm-es FlaK 36 légvédelmi ágyúval felszerelt változat, lehajtható oldalakkal, hogy legyen elég hely a munkához. Hét főnyi személyzet.
- Sd.Kfz. 6/3 7,62 cm FK36(r) auf Panzerjäger Selbstfahrlafette Zugkraftwagen 5t „Diana” - Zsákmányolt szovjet 76 mm-es (1936-os F–22 modell) löveggel felszerelt változat.

## Galéria

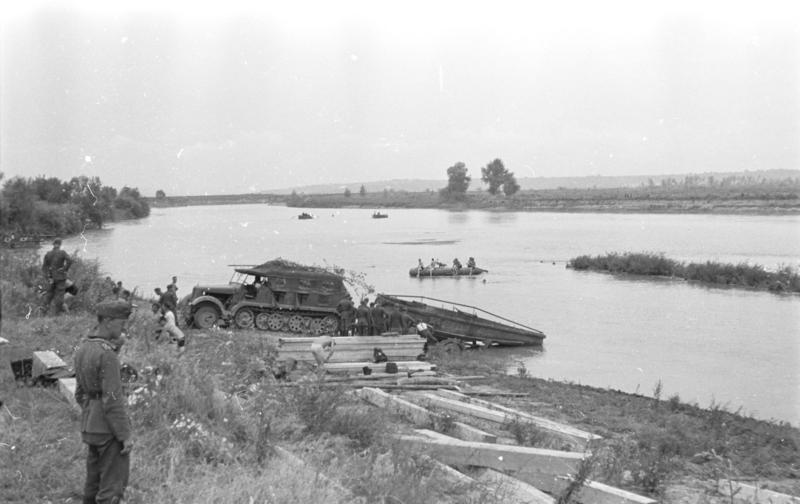
Hídépítés a Prut folyó felett 1941-ben.
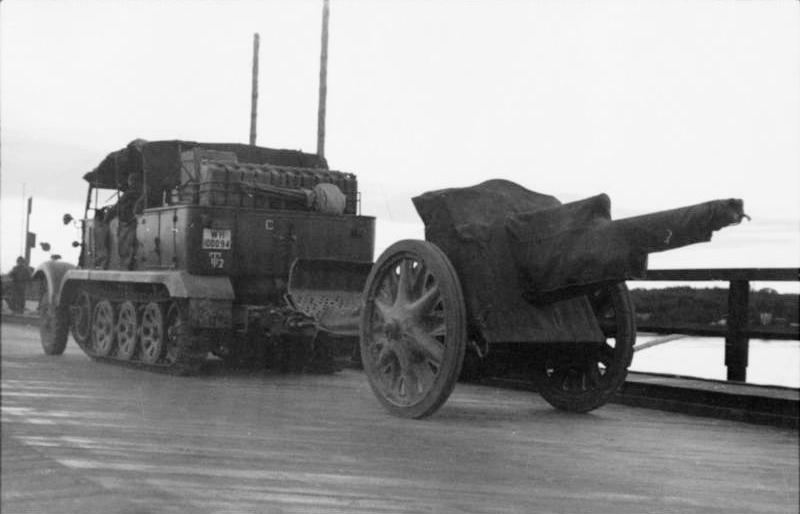
Sd.Kfz.6 vontató jármű ágyút vontat egy hídon.